# 울산청소년비행예방센터
울산청소년비행예방센터 또는 울산청소년꿈키움센터는 지역사회 청소년의 비행을 예방하고 이들의 건전한 성장을 도모하기 위하여 설립된 대한민국 법무부 부산소년원 소속기관으로 울산청소년비행예방센터장(5급)은 보호사무관으로 보한다. 울산광역시 남구 돋질로 238 달성빌딩 3층에 위치하고 있다.

## 연혁
- 2014년 12월 19일 울산청소년꿈키움센터 개청[1]